# غراف زبلن
غراف زبلن هي واحدة من أربع حاملا طائرات كانت تخطط ألمانيا النازية بنائها للبحرية النازية الكريغسمرين، أطلقت في ديسمبر 1938 بالرغم من اكتمال 80 بالمئة فقط من بنائها. تعود بداية تصميم حاملات الطائرات في ألمانيا إلى الأعوام 1933 و1934 عندما وضعت المتطلبات التكتيكية والتقنية والتي تضمنت أن تكون سعة الحاملة نحو 20 ألف طن، أما سرعتها 33 عقدة، وعدد الطائرات يتراوح بين 50-60. كما كان من المخطط تزويدها بثماني مدافع من عيار 203 ملم مع أسلحة مضادة للطائرات بالإضافة إلى الحماية الواقية المخصص للطرادات الخفيفة. تم تنفيذ التصميم الأولي تحت إشراف المهندس الألماني المختص في مجال صناعة السفن هيديلر في غضون عام 1934. وقد تقرر أثناء عملية البناء تغيير المدافع الثقيلة ذات عيار 203 ملم بأخرى عيار 150 ملم وتزويد المدفعية المضادة للطائرات بعشرة سبطانات من عيار 105 ملم بالإضافة إلى زيادة عدد الرشاشات الثقيلة، وزيادة سرعة السفينة لتصل 35 عقدة.
كان موقف هتلر المتردد وعدم اعطاء دعمه الكامل للمشروع من جهة، ورغبة قائد سلاح الجو الألماني المارشال هيرمان غورينغ باحتكار كل شئ يطير في ألمانيا إلى إلغاء وتأجيل المشروع أكثر من مرة. سقطت الحاملة الغير مكتملة في ايدى الجيش الاحمر الذي نقلها إلى قاعدة ليننجراد البحرية واعاده تسميتها السفينة بي أوه-101، وكان يامل الروس في اصلاح السفينة واعادتها للعمل لكن وجدوا ان الامر غير مجدى. فقامو بسحبها للبحر لتدرب عليها من قبل الطائرات الروسية لمعرفه الطريقة لاغراق حاملات الطائرات الأمريكية لكن بعد 24 ساعه من قصف الطائرات والسفن ظلت الحملة الألمانية عائمة وأنتهى الامر باغراقها بطوربيدات الغواصات.